# Campionati europei di atletica leggera 1978 - Getto del peso femminile

## Risultati

### Finale
| Pos | Nome                  | Nazione          | Misura | Note    |
| --- | --------------------- | ---------------- | ------ | ------- |
| 1   | Ilona Slupianek       | Germania Est     | 21.41  | CR      |
| 2   | Helena Fibingerová    | Cecoslovacchia   | 20.86  |         |
| 3   | Margitta Droese       | Germania Est     | 20.58  |         |
| 4   | Svetlana Krachevskaya | Unione Sovietica | 20.13  |         |
| 5   | Eva Wilms             | Germania Ovest   | 19.20  |         |
| 6   | Ivanka Petrova        | Bulgaria         | 18.85  |         |
| 7   | Svetlana Melnikova    | Unione Sovietica | 18.63  |         |
| 8   | Mihaela Loghin        | Romania          | 17.35  |         |
| 9   | Zdeňka Šilhavá        | Cecoslovacchia   | 17.23  |         |
| 10  | Beatrix Philipp       | Germania Ovest   | 17.13  |         |
| NCL | Nina Isayeva          | Unione Sovietica | NM     |         |
|     | Elena Stoyanova       | Bulgaria         | DQ     | Doping† |

†Elena Stoyanova si classificò al 5º posto (19.43m), ma fu squalificata per aver infranto le regole IAAF sul doping.